# 井手神社
井手神社（いでじんじゃ）は、愛媛県松山市にある神社である。神紋は山吹水。旧社格は県社。

## 祭神
- 大山祇神（おおやまづみのかみ）
- 木花開耶姫神（このはなさくやひめのかみ）
- 橘諸兄（たちばなのもろえ、橘氏の祖で、正一位の位階を生前叙位する）
- 橘嘉智子（たちばなのかちこ、檀林皇后（だんりんこうごう）、橘清友の子で嵯峨天皇の皇后）
- 橘清友（たちばなのきよとも、橘諸兄の孫）

## 由緒
- 往古、橘岡にあり大山祇神と木花開耶姫神を祀る。
- 橘清友が伊予国司となった際、橘諸兄の神霊を配祀し井手大明神と称する。その当時、清友の妻が懐妊した際に木花開耶姫神の信徳を仰ぎ床下に境内の砂を敷き無事に橘嘉智子が出産したと伝えられる。
- その後清友と嘉智子の神霊を合祀して五社八幡宮と称する。
- 慶長年間、石手川の改修のため現在地に遷座する。

## 境内社
拝殿北側から西より
3社相殿
- 素鵞神社
- 稲荷神社
- 祖神社

- 橘夷子神社
- 祖霊社

3社相殿
- 橘天満宮
- 金刀比羅宮
- 厳島神社

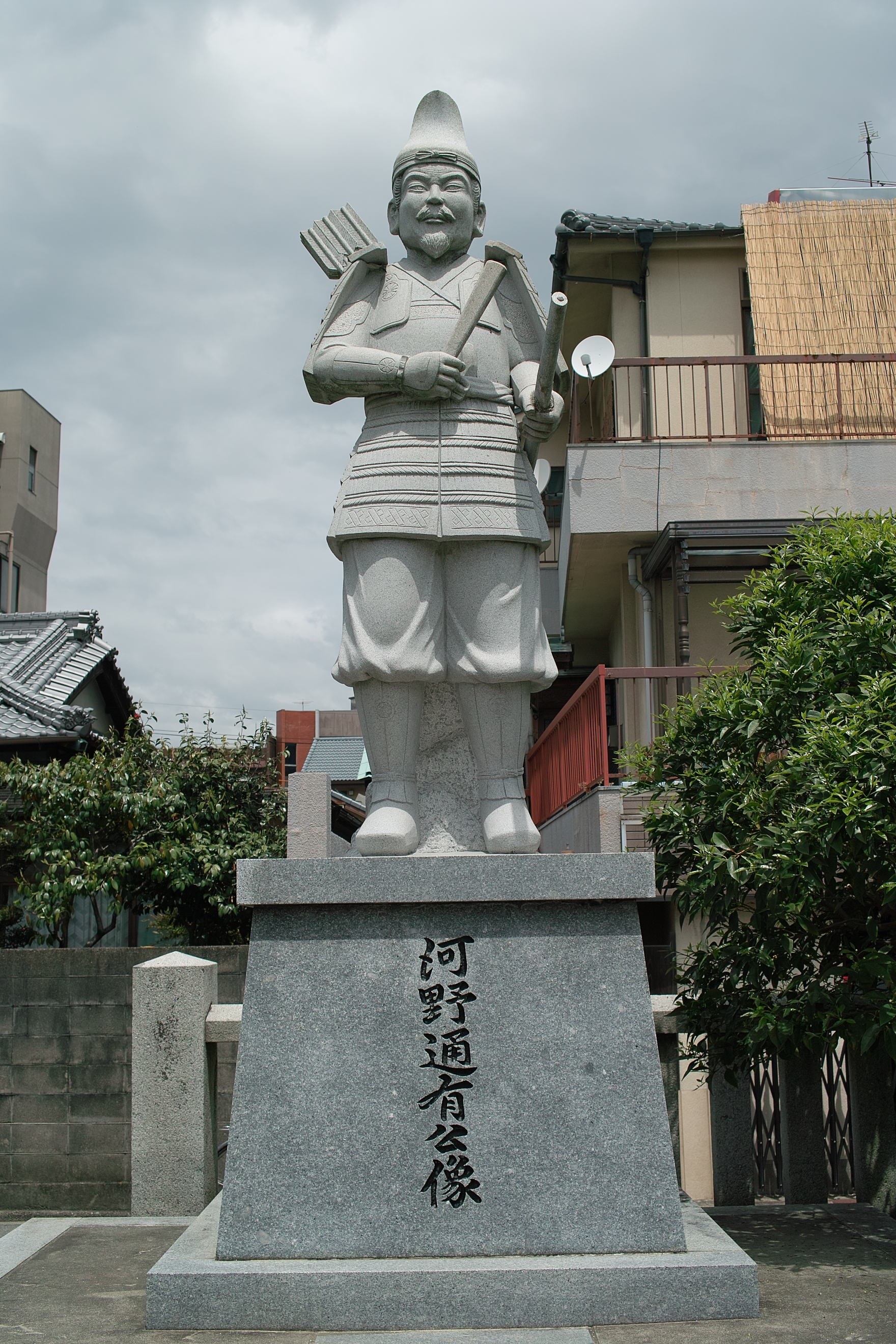
河野通有像

- また境内には河野通有像、針塚、筆塚がある。

## 年中行事
| 日付          | 祭祀             |
| ------------- | ---------------- |
| 1月25日       | 天満宮・初天神祭 |
| 5月1日        | 春季例大祭       |
| 7月24日、25日 | 天満宮・天神祭   |
| 10月6日       | 秋季例大祭       |
| 10月7日       | 神幸祭           |

### 文化財
松山市指定天然記念物
- にっぽんたちばな1本（松山市文化財課）

## その他
- 7月24日、25日の天神祭は、木屋町の鐘馗さん、松山市駅前のお日切さんとともに松山三大夏祭りと呼ばれ多数の人で賑わう。

## アクセス
- 伊予鉄バス河原町下車、徒歩3分。
- 伊予鉄道松山市駅より、徒歩10分。
- 伊予鉄道横河原線石手川公園駅より、徒歩10分。

## 周辺施設
- 松山銀天街
- 柳井町商店街